# Tích vô hướng

Tích vô hướng hình học, định nghĩa bởi góc.

Tích vô hướng (tên tiếng Anh: dot product hoặc scalar product) là một phép toán đại số lấy hai chuỗi số có độ dài bằng nhau (thường là các vectơ tọa độ) và cho kết quả là một số. Trong hình học Euclid, tích vô hướng với tọa độ Descartes của hai vectơ thường được sử dụng. Tích vô hướng cũng thường được gọi là tích trong Euclid dù nó không phải là loại tích trong duy nhất có thể được định nghĩa trong không gian Euclid (xem thêm tại Không gian tích trong).

## Định nghĩa

### Định nghĩa đại số
Tích vô hướng của hai vectơ A = [A1, A2,..., An] và B = [B1, B2,..., Bn] được định nghĩa như sau:
{\displaystyle \mathbf {A} \cdot \mathbf {B} =\sum _{i=1}^{n}A_{i}B_{i}=A_{1}B_{1}+A_{2}B_{2}+\cdots +A_{n}B_{n}}
trong đó Σ là phép lấy tổng và n là số chiều của không gian vectơ.
Ví dụ 1: Trong mặt phẳng, tích vô hướng của hai vectơ [a, b] và [a', b'] là: aa'+bb'
Ví dụ 2: Trong không gian ba chiều, tích vô hướng của hai vectơ [a, b, c] và [a', b', c'] là: aa'+bb'+cc'

### Định nghĩa hình học
Trong không gian Euclide, một vectơ Euclide là một đối tượng hình học có độ lớn và hướng và được biểu diễn bằng một mũi tên. Độ lớn của vectơ là chiều dài của vectơ và hướng của vectơ là hướng mà mũi tên chỉ đến. Độ lớn của vectơ A được ký hiệu là {\displaystyle \left\|\mathbf {A} \right\|}. Tích vô hướng của hai vectơ Euclide A and B được định nghĩa như sau:
{\displaystyle \mathbf {A} \cdot \mathbf {B} =\|\mathbf {A} \|\ \|\mathbf {B} \|\cos(\theta ),}
trong đó θ là góc giữa A và B.
Trường hợp đặc biệt, nếu A và B trực giao thì góc giữa chúng là 90°, do đó:
{\displaystyle \mathbf {A} \cdot \mathbf {B} =0.}
Nếu chúng cùng hướng thì góc giữa chúng là 0°, do đó:
{\displaystyle \mathbf {A} \cdot \mathbf {B} =\left\|\mathbf {A} \right\|\,\left\|\mathbf {B} \right\|}
Suy ra tích vô hướng của vectơ A và chính nó là:
{\displaystyle \mathbf {A} \cdot \mathbf {A} =\left\|\mathbf {A} \right\|^{2},}
ta có:
{\displaystyle \left\|\mathbf {A} \right\|={\sqrt {\mathbf {A} \cdot \mathbf {A} }},}
là khoảng cách Euclid của vectơ, luôn có giá trị dương khi A khác 0.

#### Tính chất
Cho vectơ A = [A1, A2,..., An] ta có {\displaystyle \left\|\mathbf {A} \right\|={\sqrt {\sum _{k=1}^{n}A_{k}^{2}}}}

### Phép chiếu vô hướng

Phép chiếu vô hướng

Phép chiếu vô hướng của một vectơ Euclide A lên hướng của vectơ Euclide B là:
{\displaystyle A_{B}=\left\|\mathbf {A} \right\|\cos \theta ,}
trong đó θ là góc giữa A và B.
Theo định nghĩa hình học, tích vô hướng được biểu diễn như sau: 
{\displaystyle A_{B}=\mathbf {A} \cdot {\widehat {\mathbf {B} }},}
trong đó {\displaystyle {\widehat {\mathbf {B} }}=\mathbf {B} /\left\|\mathbf {B} \right\|} là vectơ đơn vị cùng hướng với B.

Tính phân phối của tích vô hướng

Tích vô hướng được định nghĩa theo hình học như sau
{\displaystyle \mathbf {A} \cdot \mathbf {B} =A_{B}\left\|\mathbf {B} \right\|=B_{A}\left\|\mathbf {A} \right\|.}
Tích vô hướng là thuần nhất, nghĩa là với đại lượng vô hướng α, ta có:
{\displaystyle (\alpha \mathbf {A} )\cdot \mathbf {B} =\alpha (\mathbf {A} \cdot \mathbf {B} )=\mathbf {A} \cdot (\alpha \mathbf {B} ).}
Tích vô hướng thỏa mãn luật phân phối:
{\displaystyle \mathbf {A} \cdot (\mathbf {B} +\mathbf {C} )=\mathbf {A} \cdot \mathbf {B} +\mathbf {A} \cdot \mathbf {C} .}
Từ những kết quả trên, ta kết luận rằng tích vô hướng thuộc dạng song tuyến. Hơn nữa, dạng song tuyến là xác định dương, nghĩa là {\displaystyle \mathbf {A} \cdot \mathbf {A} } không bao giờ âm, và bằng 0 khi và chỉ khi {\displaystyle \mathbf {A} =\mathbf {0} .}

## Tính chất
Cho a, b, và c là các vectơ và r là đại lượng vô hướng, tích vô hướng thỏa mãn các tính chất sau:.
1. Giao hoán:
{\displaystyle \mathbf {a} \cdot \mathbf {b} =\mathbf {b} \cdot \mathbf {a} ,}
được suy ra từ định nghĩa (θ góc giữa a và b):
{\displaystyle \mathbf {a} \cdot \mathbf {b} =\left\|\mathbf {a} \right\|\left\|\mathbf {b} \right\|\cos \theta =\left\|\mathbf {b} \right\|\left\|\mathbf {a} \right\|\cos \theta =\mathbf {b} \cdot \mathbf {a} .}
2. Phân phối cho phép cộng vectơ:
{\displaystyle \mathbf {a} \cdot (\mathbf {b} +\mathbf {c} )=\mathbf {a} \cdot \mathbf {b} +\mathbf {a} \cdot \mathbf {c} .}
3. Dạng song tuyến:
{\displaystyle \mathbf {a} \cdot (r\mathbf {b} +\mathbf {c} )=r(\mathbf {a} \cdot \mathbf {b} )+(\mathbf {a} \cdot \mathbf {c} ).}
4. Phép nhân vô hướng:
{\displaystyle (c_{1}\mathbf {a} )\cdot (c_{2}\mathbf {b} )=c_{1}c_{2}(\mathbf {a} \cdot \mathbf {b} ).}
5. Không có tính kết hợp bởi vì tích vô hướng giữa đại lượng vô hướng (a ⋅ b) và vectơ (c) không tồn tại, tức là biểu thức cho tính kết hợp: (a ⋅ b) ⋅ c or a ⋅ (b ⋅ c) là không hợp lệ.[5][6]
6. Trực giao:
Hai vectơ khác vectơ không: a và b trực giao khi và chỉ khi a ⋅ b = 0.
Hai vectơ trực giao trong không gian Euclid còn được gọi là vuông góc.
7. Không có tính khử:
Tính khử cho phép nhân của các số được định nghĩa như sau: nếu
ab = ac, thì b luôn luôn bằng c nếu a khác 0. Tích vô hướng không tuân theo tính khử:
Nếu a ⋅ b = a ⋅ c và a ≠ 0, thì ta có: a ⋅ (b − c) = 0 theo như luật phân phối; suy ra a trực giao với (b − c), tức là (b − c) ≠ 0, và dẫn đến b ≠ c.
8. Quy tắc đạo hàm tích: Nếu a và b là hàm số, thì đạo hàm của a ⋅ b là a′ ⋅ b + a ⋅ b′.

### Áp dụng cho định lý cos

Tam giác có cạnh vectơ a and b, và góc giữa 2 vectơ là θ.

Hai vectơ a và b có góc giữa hai vectơ là θ (như trong hình bên phải) tạo thành một tam giác có cạnh thứ ba là c = a − b. Tích vô hướng của c và chính nó là Định lý cos:
{\displaystyle {\begin{aligned}\mathbf {c} \cdot \mathbf {c} &=(\mathbf {a} -\mathbf {b} )\cdot (\mathbf {a} -\mathbf {b} )\\&=\mathbf {a} \cdot \mathbf {a} -\mathbf {a} \cdot \mathbf {b} -\mathbf {b} \cdot \mathbf {a} +\mathbf {b} \cdot \mathbf {b} \\&=a^{2}-\mathbf {a} \cdot \mathbf {b} -\mathbf {a} \cdot \mathbf {b} +b^{2}\\&=a^{2}-2\mathbf {a} \cdot \mathbf {b} +b^{2}\\c^{2}&=a^{2}+b^{2}-2ab\cos \theta \\\end{aligned}}}

## Tổng quát hóa

### Tích trong
Tổng quát hoá của khái niệm tích vô hướng là khái niệm tích trong. Đó là khái niệm trừu tượng trang bị cho một không gian vectơ H trên trường K (K thường là trường số phức hay số thực) để có thể biến nó thành một không gian tích trong hay sau đó là không gian Hilbert. Đó là một hàm hai biến {\displaystyle f:({\vec {x}},{\vec {y}})\to \left\langle {\vec {x}},{\vec {y}}\right\rangle {\mbox{and }}K\to H\times H} thỏa mãn 4 tiên đề sau:
1. {\displaystyle \langle {\vec {x}},{\vec {y}}\rangle ={\overline {\langle {\vec {y}},{\vec {x}}\rangle }}},
2. {\displaystyle \langle {\vec {x}}+{\vec {y}},{\vec {z}}\rangle =\langle {\vec {x}},{\vec {z}}\rangle +\langle {\vec {y}},{\vec {z}}\rangle },
3. {\displaystyle \langle \lambda {\vec {x}},{\vec {y}}\rangle =\lambda \langle {\vec {x}},{\vec {y}}\rangle },
4. {\displaystyle \langle x,x\rangle =|x|^{2};\ \langle x,x\rangle =0} khi và chỉ khi {\displaystyle {\vec {x}}={\vec {0}}}.
với mọi {\displaystyle {\vec {x}},{\vec {y}}\in H,\ \varphi \in K}
Đây là tiên đề hóa để xây dựng khái niệm tích vô hướng từ một số tính chất cơ bản của tích vô hướng thông thường của 2 vectơ hình học trong mặt phẳng (hay không gian) nhằm mô tả khái niệm góc (trực giao) của 2 vectơ trong một không gian vectơ trừu tượng.
Nếu không gian vectơ H được trang bị bởi một tích vô hướng trên đó thì nó trở thành không gian định chuẩn với chuẩn được cho bởi công thức
{\displaystyle \|{\vec {x}}\|={\sqrt {\langle {\vec {x}},{\vec {x}}\rangle }},\ \forall {\vec {x}}\in H}

### Vectơ phức
Đối với các vectơ với thành phần phức, tích vô hướng tiêu chuẩn được định nghĩa ở dưới, với các tính chất song tuyến và đối xứng giao hoán ở trên được thay bởi tính nửa tuyến tính liên hợp và tính đối xứng liên hợp để giữ được tính xác định dương
{\displaystyle \mathbf {a} \cdot \mathbf {b} =\sum {{\overline {a_{i}}}\,b_{i}},}
trong đó thành phần {\displaystyle {\overline {a_{i}}}} là liên hợp phức của thành phần {\displaystyle a_{i}}. Cũng có thể viết nó theo vectơ chuyển vị liên hợp (ký hiệu bởi chữ mũ H):
{\displaystyle \mathbf {a} \cdot \mathbf {b} =\mathbf {a} ^{H}\mathbf {b} .}
trong đó các vectơ được viết dưới dạng vectơ hàng.  Ta có tính xác định dương, nghĩa là tích vô hướng của bất kỳ vectơ với chính nó là một số thực không âm, và nó khác 0 trừ khi vectơ đó là vectơ không. Tuy nhiên tích vô hướng này lại là một dạng nửa tuyến tính thay vì là một dạng song tuyến tính: nó tuyến tính liên hợp thay vì tuyến tính đối với a, hơn nữa tích vô hướng này không đối xứng (giao hoán), bởi vì
{\displaystyle \mathbf {a} \cdot \mathbf {b} ={\overline {\mathbf {b} \cdot \mathbf {a} }}.}
Góc giữa hai vectơ phức được cho bởi công thức:
{\displaystyle \cos \theta ={\frac {\operatorname {Re} (\mathbf {a} \cdot \mathbf {b} )}{\left\|\mathbf {a} \right\|\,\left\|\mathbf {b} \right\|}}.}
Tuy nhiên, loại tích vô hướng này rất hữu ích, và nó dẫn đến các khái niệm dạng Hermite và không gian tích trong tổng quát. Tích vô hướng với chính nó của một vectơ phức {\displaystyle \mathbf {a} \cdot \mathbf {a} } là một sự tổng quát hóa của bình phương tuyệt đối của một vô hướng phức.